# Powstanie w Tazos
Powstanie w Tazos – konflikt między polis Tazos a dążącymi do przemiany Związku Delijskiego we własne imperium Atenami, zakończone całkowitym podbojem tego pierwszego w 462 p.n.e.
Po 477 roku Ateny dążyły do wzmocnienia swojej pozycji w ramach Związku Delijskiego, posiadały stałą silną flotę, utrzymywaną głównie z wpłat miast sprzymierzonych do skarbca Związku. Wobec zmniejszenia się perskiego zagrożenia, interesy członków Związku zaczęły się zmieniać: Ateny zmierzały ku hegemonii, sprzymierzeńcy zaś chcieli zmniejszenia obciążeń finansowych. W roku 465 p.n.e. próbę wystąpienia ze Związku podjęli mieszkańcy bogatej i posiadającej silną flotę wyspy Tazos (Thasos).
Ateny mogły pogodzić się z precedensem lub spróbować stłumić bunt. Dążąc do umocnienia swej pozycji i zabezpieczenia swych interesów na północy, przeciwko buntownikom skierowano flotę ateńską pod wodzą Kimona, która rozbiła przeciwnika w bitwie morskiej i zdobyła 33 okręty, a następnie wysadziła oddziały armię na wyspę. Równolegle na trackim wybrzeżu wysadzono desant, dążąc do założenia tam kolonii. W następnym roku ekspedycja tracka zakończyła się klęską w następstwie bitwy pod Drabeskos, ale walki na Tazos toczyły się dla Aten pomyślnie, których wojska zamknęły Tazos w oblężeniu.
Tazos zwróciło się o pomoc do Sparty, która w tajnym porozumieniu zgodziła się zaatakować Attykę, uważając wzrost potęgi Aten za zagrożenie. Sama jednak miała problem z trwającym od kilku lat powstaniem Messynie, a na dodatek zrujnowało ją trzęsienie ziemi w 464, po którym nastąpiła rewolta helotów. Sparta sama musiała prosić Ateny o pomoc, które udzieliły jej postaci armii pod dowództwem Kimona.
Wobec sporów między rozmaitymi miastami greckimi, Tazos pozostało bez pomocy i w 462 skapitulowało. Ateny uczyniły z niego miasto-poddane, co miało być ostrzeżeniem dla innych członków Związku Delijskiego. Flota miasta została przejęta przez Ateny, podobnie jak kopalnie złota i ziemie na kontynencie; zamknięto mennicę i zburzono mury miejskie.